# 小沢良吉
小沢 良吉（おざわ りょうきち、1928年7月19日 - 2018年1月22日）は日本の絵本作家。東京都出身。血液型はO型。
猫の画家として有名で、絵本「三びきのねこのはなし」シリーズ、「うちのねこちゃん」や、画集「猫の気もち」､月刊「ねこ新聞」の挿し絵などをはじめ、200点以上の絵本、本の挿絵がある。

## 略歴
日本大学芸術学部純粋美術科中退。 藤田嗣治に私淑してパリ留学。産経児童出版文化賞選考委員。
1964年～剣持勇、野口克平などの依頼で、京王百貨店、ホテルキャピタル東急などの壁画制作。
1979年「もっくりやまのごろったぎつね」で厚生労働大臣賞受賞その他たくさんの受賞歴を持つ。他に、焼き物の絵付けなどにも名品がある。
1969年～1985年まで銀座三越で「小沢良吉豆絵展」、
1970年～1981年　多摩美術大学講師
1989年　第3回赤い鳥さし絵賞 1989年 「かかみ野の土 壬申の乱」（赤座憲久）
1991年　第一回鑓水窯の食器の會　11月13日～ 渋谷東急本店八階　工芸ギャラリー
1992年と1994年には銀座松屋で「源氏物語画帳展」を開く。
1994年　ねこ新聞創刊(月刊)7月から10号までを飾る
1995年　産経児童出版文化賞　『青いてぶくろのプレゼント』ロイ悦子 作　小沢良吉　絵　岩崎書店
1995年～1997年 銀座アートポイント、
1998年～2003年 銀座ごらくギャラリー
2007年「日本語の故郷」出版記念特別展　10月6日（土）～ 10月28日（日）―ギャルリ カプリス(恵比寿)
2009年～2017年　目黒のギャラリーランクスアイにて毎年個展。 
米寿記念の個展をギャラリーランクスアイにて開催。 洋画のモダニズムと大和絵の伝統を継ぐ描線が見事に溶け合った作風で、類い稀な大らかさ、典雅さ、艶やかさをもつ。

## 主な作品
- 『空で遊ぼうジャンピングバルーン』近藤石象 著  小沢良吉 画   1967年 ラテイス
- 『ネーとなかま』小笹正子　著　小沢良吉　絵　1970  フレーベル館
- 『こえのないおんがくかい』ビアンキ原作　稲垣敏行　文　小沢良吉　絵　1970  フレーベル館
- 『ちびっこリューリャ』ソビエトのお話絵本 ビアンキ原作 稲垣敏行 文 小沢良吉 絵 1970  フレーベル館
- 『こまったゆきぐも』スラトコフ(ニコライ・スラトコフ)原作　稲垣敏行 文　小沢良吉　絵　1970  フレーベル館
- 『かさとえりまきだいすき』アニタ・ヒューエット原作　高村喜美子文　小沢良吉　絵　1970　学研
- 『それからくまさん』　神沢利子 作　小沢良吉 絵　1969　小峰書店
- 『吉川英治全集』鳴門秘帖　絵　小沢良吉1970  講談社
- 『きいたぞきいたぞ』 小沢良吉 作・絵 1973年　福音館書店
- じんごのはなし『三びきのねこのはなし』1  1975年　福音館書店. NCID BA31348020
- とこまさのはなし『三びきのねこのはなし』2  1975年福音館書店. NCID BA31344992
- むっつりのはなし『三びきのねこのはなし』3  1975年福音館書店. NCID BA31346477
- 『落語東京名所図絵』三遊亭金馬　作　小沢良吉　絵　1976 　講談社
- 『ねこのごくろうさん』木暮正夫　作　小沢良吉　絵　1976  文研出版
- 『ほしにあげた三つのおにぎり』荒木博之文　小沢良吉　絵　1977　小峰書店
- 『つばきとあまさん』小畑昭八郎文　小沢良吉　絵　1977　小峰書店
- 『おかあさんとおつかい』:年少版　こどものとも　小沢良吉　さく　1977 　福音館書店
- 『キンダーおはなしえほん傑作集』　第2集9　田中かな子　小沢良吉　1977　フレーベル館
- 『もっくりやまのごろったぎつね』　征矢清　作　小沢良吉　絵　1978小峰書店ISBN 978-4338010238
- 『ほしのサーカス』小沢良吉　作・絵　1978  福音館書店
- 『ふしぎなバイオリン』:ノルウェー昔話　山内清子訳　小沢良吉　絵　1978　小学館
- 『畸人・佐藤垢石』:志村秀太郎　小沢良吉　絵　1978　講談社
- 『てんとうむしおばさん』征矢清 文　小沢良吉　絵　1979　小峰書店
- 『ゆみとやまねこがっこう』　こぐれまさお 文　小沢良吉　絵　1979　PHP研究所
- 『山こぞうの歌』武田英子 (作家)　作　小沢良吉　絵　1979　小学館
- 『こけしとおじいさん』小沢良吉　作・絵　1979 フレーベル館
- 『ひなたやま　ゆうびんきょく』　佐々木利明　作　小沢良吉　絵　1979　小峰書店
- 『ゆきむすめ』:青森県　桜井信夫　ぶん　小沢良吉　絵　1980　第一法規出版
- 『レストランこんこんてい』　木暮正夫　作　小沢良吉　絵　1980　佼成出版社
- 『おひなさまをはこぶちょう』　石沢小枝子　作　小沢良吉　絵　1980　PHP研究所
- 『ちょうちょとしゃしん』征矢泰子　作　小沢良吉　絵　1980　PHP研究所
- 『とびだせころん』　佐々木利明　文　小沢良吉　絵　1980　小峰書店
- 『ゆりわかだいじん』　荒木博之　文　小沢良吉　絵　1980　小峰書店
- 『にちようびはピクニック』小沢良吉 作・絵　1980 フレーベル館
- 『えかきのポール』　佐々木利明　著　小沢良吉　絵　1981　PHP研究所
- 『おばさんのうちは動物園』　赤座憲久作　小沢良吉　絵　1981　小峰書店
- 『はなぶさやまのパンやさん』　佐々木利明　文　小沢良吉　絵　1981　小峰書店
- 『うちのねこちゃん』松谷みよ子　文　小沢良吉　絵　1981  偕成社ISBN 978-4031120708
- 『花のスケッチブック』庄野英二　文　小沢良吉　絵　1981　サンリオ
- 『愛の詩集』谷川俊太郎　編　小沢良吉　絵　1981　サンリオ
- 『かわうそドンのはなび』小沢良吉　作・絵　1981 フレーベル館
- 『三びきのやぎ』:ノルウェー昔話　香山美子 (作家) 文　小沢良吉　絵　1981　ひかりのくに
- 『一まいのクリスマス・カード』松谷みよ子　文　小沢良吉　絵　1982  偕成社
- 『赤いお馬・湖水の女』　鈴木三重吉　著　小沢良吉　絵　赤い鳥の會編　1982　小峰書店
- 『ねこのかぐやひめ』谷真介　作 　小沢良吉　絵　1982　金の星社
- 『わがままこやぎ』ミハルコフ作 宮川やすえ訳　小沢良吉　絵　1982  ひさかたチャイルド
- 『チュウちゃんストーブれっしゃにのる』小沢良吉　絵　増永直子文　1982 フレーベル館
- 『世間知らず』小沢良吉　挿絵　田辺聖子著　1982　講談社
- 『注文の多い料理店』宮沢賢治　作　小沢良吉　絵　1983　チャイルド本社
- 『おばーちゃんのスイート・ポテト』奥田継夫作　小沢良吉　絵　1983  金の星社
- 『八つのきつねの物語』楠誉子作　小沢良吉　絵　1983　偕成社
- 『ねこいしゃ』小沢良吉　作・絵　1983 フレーベル館
- 『いじわるランボーのくちぶえ』山本斐子　作　小沢良吉　絵　1983　佑学社
- 『子ぐまブラリーのぼうけん』:アンネ・フランク作　木島和子　訳　小沢良吉　絵　1983　小学館
- 『風のローラースケート』:山の童話　安房直子著　小沢良吉　絵　1984 　筑摩書房
- 『鐘をつくる』石野亨 文　小沢良吉 絵 　稲川弘明 図　1984　小峰書店
- 『いっすんぼうし』百々佑利子　ぶん　小沢良吉　え　1984  ほるぷ出版
- 『こうろぎとおばあさん』　鈴木清子　著　小沢良吉　絵　1984　佼成出版社
- 『おしゃれねこ』工藤直子文　小沢良吉　絵　1984 　サンリード
- 『ねこのぜいむしょ』小沢良吉　作・絵　1984 フレーベル館
- 『ねこのレストラン』小沢良吉　作・絵　1984 フレーベル館
- 『ねこのしゅうせんや』小沢良吉　作・絵　1984 フレーベル館
- 『わらのうし』:ウクライナ民話A.ネチャーエフ　再話　田中かな子　訳　小沢良吉　絵　1985  フレーベル館
- 『ねこのべんごし』小沢良吉　作・絵　1985 フレーベル館
- 『ねこのほんや』小沢良吉　作・絵　1985 フレーベル館
- 『ブレーメンのおんがくたい』三越左千夫　文　小沢良吉　絵　1985  フレーベル館
- 『ジャックと動物の楽隊』藤本黎時　編訳　小沢良吉　絵　1985  小峰書店
- 『おばあさんのふしぎなふえ』　清水達也さく　小沢良吉　絵　1985　秋書房
- 『かぜのよるのできごと』石沢小枝子　文　小沢良吉　絵　1985 文化出版局
- 『火ねこおどり』菊地敬一　文　小沢良吉　絵　1985　小峰書店
- 『銀のさかながやってくる』 小沢良吉 絵 1985 PHP研究所
- 『ミセス・タッカーと小人ニムビン』パトリシア・ライトソン 百々佑利子訳 小沢良吉 絵 1986 PHP研究所
- 『銀のさかながやってくる』　川村たかしさく　小沢良吉　絵　1986　PHP研究所
- 『8つの小さなクリスマス』　芳賀日出男　著　小沢良吉　絵　1986　小峰書店
- 『悪魔の犬エリンチャ』オーストラリアの昔ばなし　百々佑利子　編訳　小沢良吉　絵　1986　小峰書店
- 『ねこの展覧会』小沢良吉　作・絵　1986 あかね書房
- 『いかだ流しの子守唄』　清水達也　さく　小沢良吉　絵　1986　学校図書
- 『ボクはネコなんだ』　岡野薫子　作　小沢良吉　絵　1986　小峰書店
- 『火ねこおどり』　菊池敬一　著　小沢良吉　絵　1986　小峰書店
- 『クマコフさん、もういちど』　森山京作　小沢良吉　絵　1986　教育劇画
- 『えかきのマイケル』平塚ウタ子　文　小沢良吉　絵　1987  フレーベル館
- 『世界の祭り』　芳賀日出男著　小沢良吉　画　1987　小峰書店
- 『おこんじょうるり』　さねとうあきら 作　小沢良吉　絵　1987　日本標準
- 『子どもの祭り』5　芳賀日出男　著　小沢良吉　画　1987　小峰書店
- 『かかみ野の土』:壬申の乱　赤座憲久　作　小沢良吉　絵　1988　小峰書店ISBN 978-4338057196
- 『木びきの善六』　清水達也　ぶん　小沢良吉　絵　1988  佼成出版社
- 『吾輩は猫である』夏目漱石作　小沢良吉　絵　1988　金の星社
- 『月と四十九ひきめのカエル』　真鍋呉夫作　小沢良吉　絵　1988　新学社
- 『つる』和田夏十ほか　原作中出直子　文　小沢良吉　絵　1988　小学館
- 『ねこのおはなみ』八木田宣子 脚本　　小沢良吉　絵　1988　童心社
- 『かかみ野の空』:女王の時代　赤座憲久　作　小沢良吉　絵　1989  小峰書店
- 『ほしのサーカス』小沢良吉　作・絵　1978  福音館書店
- 『なかまはずれのねこ』鶴見正夫 文　小沢良吉　絵　1989　教育劇画
- 『ひぐれのお客』 文　小沢良吉　絵　1989　大阪書籍
- 『いかだ流しの子守歌』 文　小沢良吉　絵　1989　学校図書
- 『ネコ猫ねこ世界中のネコの昔ばなし』　光吉夏弥 訳・編　小沢良吉　絵　1989　平凡社
- 『椋鳩十動物童話集』第３巻　きえたキツネ　椋鳩十 著　小沢良吉　絵　1990　小峰書店
- 『猫の気もち』小沢良吉画集　　1990  平凡社ISBN 978-4582518337
- 『ももたろう』　赤座憲久　文　小沢良吉　絵　1991　小峰書店
- 『椋鳩十動物童話集』第11巻　ツルのおどり　椋鳩十 著　小沢良吉　絵　1991　小峰書店
- 『わらしべ長者』水藤春夫文　小沢良吉　絵　1992　小峰書店
- 『なべのふた』渡辺とみ　作　小沢良吉　絵　1992　文化出版局
- 『かかみ野の風』:長屋王の変　赤座憲久　作　小沢良吉　絵　1993　小峰書店
- 『川をこえて山をこえて: 子がえるゲゲロの冒険』清水達也 作　小沢良吉　絵　1994 あかね書房
- 『ねずみのよめいり』間所ひさこ 文　小沢良吉　絵　1994　チャイルド本社
- 『青いてぶくろのプレゼント』ロイ悦子 作　小沢良吉　絵　1994　岩崎書店ISBN 978-4265911202
- 『のっぺらぼう』渋谷勲 脚本　小沢良吉　絵　1994　童心社
- 『ねずみとこばん』　おはなしメイト6  大川悦生 文　小沢良吉　絵　 1994  メイト保育事業部
- 『一つの花』今西祐行 作　小沢良吉　絵　1995　岩崎書店
- 『ごんぎつね』新美南吉 作　小沢良吉　絵　1995　岩崎書店
- 『ひびけ、チンドン』清水達也 作　小沢良吉　絵　1997 教育劇画
- 『おかあさんとおつかい』「年少版こどものとも」4号（1977年福音館書店）
- 『ヴァイオリンをひくネコ』小沢良吉　作・絵　1997 岩崎書店
- 『イボンヌとさんきち』小沢良吉　作・絵　1999 小峰書店
- 『うたえないカエル』大西伝一郎　作　小沢良吉　絵　1999 小さな出版社
- 『やぎとぎんのすず』八百板洋子文　小沢良吉　絵　1999 　鈴木出版
- 『2000年・辰』:辰年って、どんな年? 藍香一郎 金森三千雄 編・著　小沢良吉 絵 1999　小さな出版社
- 『日本の名作・春夏秋冬』　小沢良吉　絵　2000　チャイルド本社
- 『もっくりやまのごろったぎつね』征矢清　作　小沢良吉 絵 　2002　 小峰書店ISBN 978-4338010238
- 『おじいさんが かぶをうえました』　小沢良吉 絵 　2005　福音館書店
- 『わしとえびとくじら』小沢良吉　絵　2007 　鈴木出版
- 『日本語の故郷:唱歌ゑほん』小沢良吉　絵　2007 小学館
- 『えにかいたねこ』:日本民話　唯野元弘 著　小沢良吉　絵　2008　鈴木出版
- 『風のローラースケート』:山の童話　安房直子著　小沢良吉　絵　2013 　福音館書店
- 『なすのおばけ』唯野元弘 文　小沢良吉　絵　2013　鈴木出版
- 『おかあさんとおつかい』:年少版　こどものとも　復刻版　小沢良吉　さく　2018 　福音館書店
- 『キンダーブック90周年記念DVD』:2018   フレーベル館
- 『風のローラースケート』:山の童話　安房直子著　小沢良吉　絵　2021　福音館書店
- 『ねずみとこばん』　おはなしメイト6  大川悦生 文　小沢良吉　絵　 2025 メイト